# Cléry (Fluss)
Die Cléry (im Oberlauf Clairis genannt) ist ein Fluss in Frankreich, der in den Regionen Bourgogne-Franche-Comté und Centre-Val de Loire verläuft. Sie entspringt im Gemeindegebiet von Égriselles-le-Bocage, entwässert in einem Bogen von Südwest über West nach Nordwest und mündet nach rund 43 Kilometern nordöstlich von Nargis als rechter Nebenfluss in den Loing, der in diesem Bereich vom Canal du Loing als Seitenkanal begleitet wird. Auf seinem Weg durchquert die Cléry die Départements Yonne und Loiret.

## Orte am Fluss
- Vernoy
- Savigny-sur-Clairis
- Courtenay
- Saint-Hilaire-les-Andrésis
- Chantecoq
- La Selle-sur-le-Bied
- Griselles
- Ferrières-en-Gâtinais
- Fontenay-sur-Loing